# Wassili Stepanowitsch Chromtschenko
Wassili Stepanowitsch Chromtschenko (russisch Василий Степанович Хромченко; * 1792; † 1849 in Oranienbaum) war ein russischer Steuermann und Forschungsreisender.

## Leben
Chromtschenko stammte aus einer unbegüterten Familie. Er besuchte die Kronstädter Steuermann-Schule mit Abschluss 1815 und war dann Steuermann-Assistent im Unteroffiziersrang in der Mannschaft der Brigg Rurik (Wasserverdrängung 180 Tonnen).
Ausgerüstet auf Kosten des russischen Kanzlers Graf Nikolai Rumjanzew war die Brigg unter dem Kommando Otto von Kotzebues das Schiff der Rurik-Expedition, die nach einer Durchfahrt aus dem Pazifik in den Atlantik entlang der Küste Nordamerikas, der sogenannten Nordwestpassage, suchen sollte. Die Expedition verließ im Juli 1815 Kronstadt und fuhr über Kopenhagen, Plymouth, Teneriffa nach Florianópolis in Brasilien, das im Dezember erreicht wurde. Weiter ging es um das Kap Hoorn herum nach Talcahuano in Chile und dann eilig durch den Pazifik, um im Juni 1816 die Awatscha-Bucht an der Ostküste Kamtschatkas zu erreichen. Im Juli verließ dje Expedition die Awatscha-Bucht und erreichte im September den Hafen der Aleuten-Insel Unalaska. Dem Winter wich die Expedition in San Francisco, auf Hawaii und auf den Marshallinseln aus. In der Sommerkampagne 1817 verhinderte das Eis nördlich der Aleuten ein weiteres Vordringen zur Erreichung des Expeditionsziels, zumal die Brigg den dann höheren Beanspruchungen nicht mehr gewachsen war. Also gab Kotzebue im Juli 1817 das Expeditionsziel auf und führte die Expedition über Manila zurück nach Kronstadt, wo sie im August 1818 ankam. Während der fast dreijährigen Weltumsegelung sammelte Chromtschenko vielfältige Erfahrungen in der Drakestraße, an den Küsten Alaskas und an den Korallenriffen Ozeaniens.
Chromtschenko wurde 1820 eingeladen, als Mitschman in den Dienst der Russländisch-Amerikanischen Kompagnie (RAK) zu treten, so dass er nun in Russisch-Amerika verschiedene Aufträge der RAK-Leitung ausführte. In der Beringsee entdeckte er 1821 zusammen mit Arvid Adolf Etholén bei der Insel Agattu die Insel Otkriti, deren Kap später nach Etholén benannt wurde. Im April 1823 wurde Chromtschenko zum Leutnant befördert. 1824 erhielt er das Kommando über die Brigg Rurik. Im selben Jahr wurde ihm der Orden der Heiligen Anna III. Klasse verliehen. 1826 kehrte er nach St. Petersburg zurück.
In den Jahren 1828–1830 unternahm Chromtschenko als Kommandant des Linienschiffs Jelena eine zweite Weltumsegelung und umrundete die Erde in der damaligen Rekordzeit von 23 Monaten. Zur Mannschaft gehörte auch der Absolvent der Kronstädter Steuermann-Schule und spätere Hydrograph Alexander Koschewarow. Im August 1828 verließ er Kronstadt, umrundete das Kap der Guten Hoffnung und fuhr nach dem Besuch der Ostküste Australiens zu den Marshallinseln. Im Mai 1829 vermaß er die Atolle Mili, Majuro, Erikub und Likiep und erreichte im Juli 1829 Nowo-Archangelsk. Im September begann er die Rückreise um Kap Hoorn herum nach Kronstadt, wo er im Juli 1830 ankam. Erstmals kamen nach einer solchen Reise alle Mannschaftsmitglieder ohne irgendwelche Schäden sicher zurück. Im November 1830 wurde er zum Kapitänleutnant befördert und für die Lieferung seltener Pflanzen aus Brasilien an den Kaiserlichen Botanischen Garten mit einem Brillantring belohnt.
Zum dritten Mal umrundete Chromtschenko 1831–1833 mit dem Militärtransporter Amerika die Erde. Dafür wurde er mit dem Orden der Heiligen Anna II. Klasse ausgezeichnet. 1835–1842 kreuzte er auf verschiedenen Linienschiffen der Baltischen Flotte, darunter die Fère-Champenoise, auf der Ostsee. Im Januar 1843 wurde er zum Kapitän 2. Ranges befördert und aus dem Dienst entlassen. Er ließ sich nun in Oranienbaum nieder.
Chromtschenko starb 1849 in Oranienbaum und wurde dort begraben.
Chromtschenkos Namen tragen ein Kap und eine Bucht an der Ostküste der Sewerny-Insel im Nordpolarmeer.